# Rheum delavayi
Rheum delavayi är en slideväxtart som beskrevs av Adrien René Franchet. Rheum delavayi ingår i släktet rabarbersläktet, och familjen slideväxter. Inga underarter finns listade i Catalogue of Life.